# المجمع المغلق 1621
المجمع المغلق 1621 هو المجمع الموكول بانتخاب بابا الكنيسة الكاثوليكية الجديد بعد استقالة البابا. انعقد مجمع الكرادلة لانتخاب البابا الجديد بدءًا من
8 فبراير 1621 وانتهى في 9 فبراير 1621. انتُخبَ غريغوري الخامس عشر ليكون البابا الجديد للكنيسة.
عُقدَ المجمع في الدولة البابوية في 1621.